# Ulica Stanisława Witczaka w Bytomiu
Ulica Stanisława Witczaka w Bytomiu (dawniej niem. Scharleyerstraße) − jedna z ulic w bytomskich dzielnicach Śródmieście i Rozbark, posiadająca południkowy przebieg i długość około dwóch kilometrów. Łączy drogę krajową nr 79 i drogę krajową nr 94 z drogą wojewódzką nr 911.
Wprowadzona w 1945 roku nowa nazwa ulicy upamiętnia Stanisława Witczaka, polskiego harcerza i działacza społecznego.

## Obiekty i instytucje

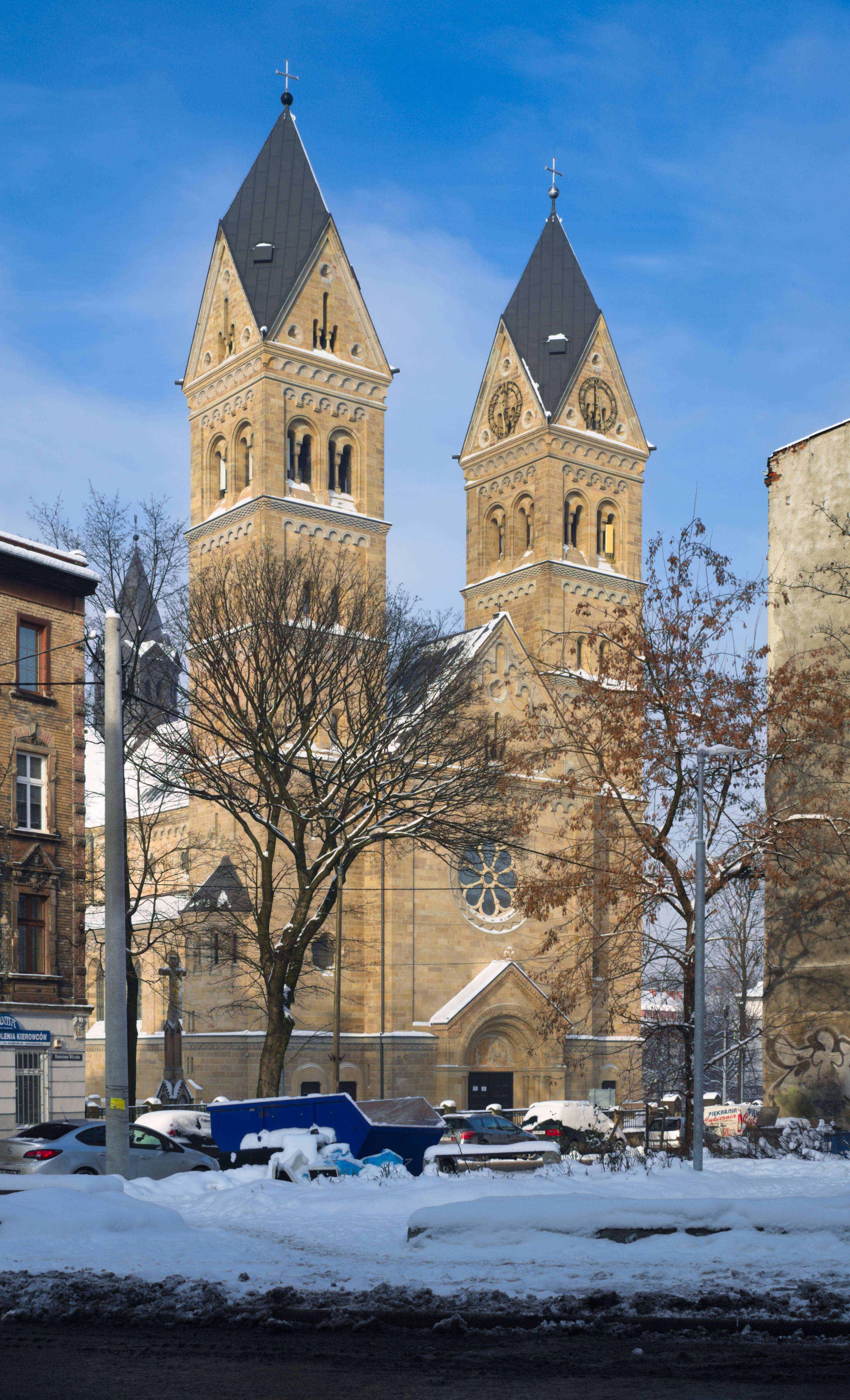
Kościół św. Jacka (2021)

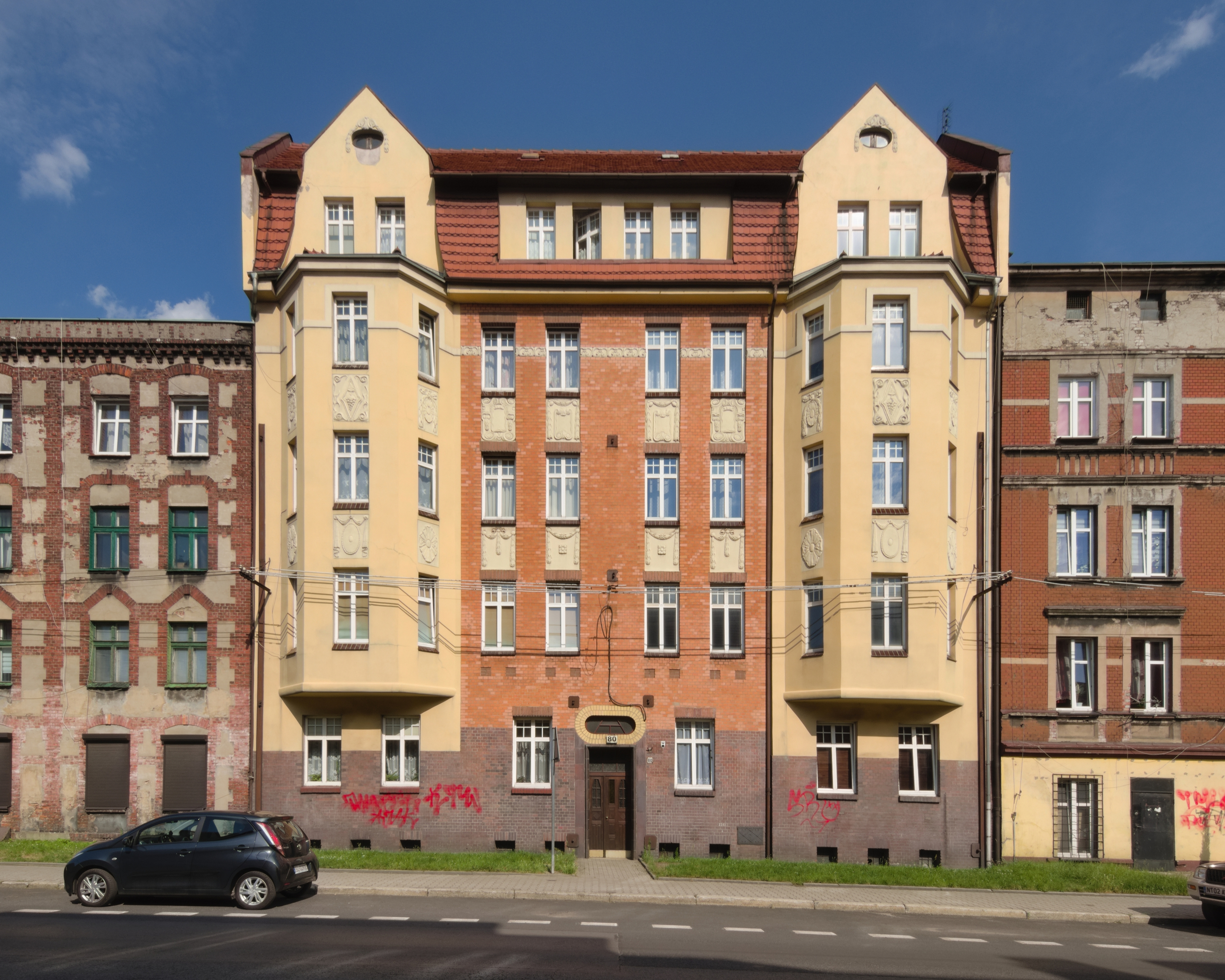
Zabytkowa kamienica pod numerem 80 (2022)

Przy ulicy znajdują się następujące historyczne obiekty:
- kamienica czynszowa (ul. St. Witczaka 80), wybudowana około 1905 w stylu secesji z elementami modernizmu, wpisana do rejestru zabytków 28 lutego 1994 (nr rej.: A/1555/94, granice ochrony obejmują całą działkę);
- kościół parafialny pw. św. Jacka (ul. St. Witczaka, ul. J. Matejki 1), wzniesiony w latach 1908−1911[7] w stylu neoromańskim według projektu architekta Neumana z Bytomia, na wzór katedry w Limburgu; obiekt wpisano do rejestru zabytków 9 sierpnia 1983 (nr rej.: 1302/83, granice ochrony obejmują cały budynek w ramach ogrodzenia).

Przy ul. St. Witczaka swoją siedzibę mają: firmy i przedsiębiorstwa handlowo-usługowe, ośrodek szkolenia kierowców. Pod numerem 128 znajduje się szyb Witczak Kopalni Węgla Kamiennego Centrum.